# Саркар, Дона
Дона Саркар (англ. Dona Sarkar) — глава программы предварительной оценки Windows (Windows Insider Program). Дона Саркар обучалась в Мичиганском Университете, где она изучала информатику. Потом проходила стажировку в Autodesk, где она переделала популярное фирменное программное обеспечение AutoCAD в бесплатную предварительную Web-версию.

## В Microsoft
В 2005 году Дона присоединилась к Microsoft в качестве инженера в команде Windows. Позже она работала ведущим разработчиком Windows Vista над функциями устройств, такие как автозапуск, Bluetooth и интеграция Blu-ray в Windows. В Windows 7 и Windows 8 она отвечала за поиск в Windows (Windows search). Она руководила командой, которая создала поле поиска в Windows 7, меню «пуск», инструменты проводника и диалоговые окна «открыть/закрыть». Она вела эволюцию поиска Windows 8 для планшетов и для поисковых приложений. Она также сделала интеграцию отзывов пользователей в Windows своей специальностью, в течение многих лет возглавляя разработку Windows и сообщество программ. Позже она руководила программой взаимодействия с разработчиками Microsoft HoloLens, позволяя энтузиастам создавать богатые голографические впечатления на Универсальной платформе Windows. Она преподает в Академии Microsoft Holographic и она недавно открыла первое мероприятие #HoloHacks Hackathon в Сиэтле.
1 июня 2016 года Дона заменила Гейба Аула на посту главы программы предварительной оценки Windows.

## Другое
В дополнение к тому, чтобы быть инженером Дона — начинающий модельер, модный блогер, оратор и автор четырёх изданных книг, которые включают в себя два романа, повесть и книгу карьерных консультаций.